# Stefan Denifl
Stefan Denifl nascido a 20 de setembro de 1987 em Innsbruck, é um ciclista austriaco membro da equipa Aqua Blue Sport.

## Biografia
Stefan Denifl tem sido muitas vezes campeão de Áustria em categorias inferiores. Passou a profissional com 18 anos em 2006 no seio da equipa Team Volksbank. Correu para a equipa ELK Haus de 2007 a 2009. Em 2010, foi recrutado pelo Cervelo Teste Team e uma temporada mais tarde alinhou pela nova equipa luxemburguêsa Leopard Trek. Depois da fusão deste com o RadioShack em 2012, Denifl não teve lugar na equipa e alinhou pelo Vacansoleil-DCM e ao ano seguinte pelo IAM Cycling. Em 2017 alinhou nas fileiras do novo conjunto Aqua Blue Sport, conjunto com o que ganhou a Volta a Áustria e sua melhor vitória como profissional, uma etapa da Volta a Espanha de 2017 finalizada no Alto dos Machucos por adiante de Alberto Contador.
Em 12 de janeiro de 2021 foi condenado a dois anos de prisão pelo tribunal de Innsbruck, por "fraude desportiva agravada", no âmbito do processo relativo à rede internacional de doping Aderlass, desmantelada em 2019. A sentença inclui a suspensão da atividade por 16 meses, bem como uma multa de 349 mil euros. Denifl foi suspenso por um período de quatro anos após o desmantelamento da rede Aderlass, que terá fornecido substâncias proibidas a cerca de 20 desportistas de várias nacionalidades, principalmente a ciclistas e esquiadores.

## Palmarés
2008
- Campeonato da Áustria Contrarrelógio
- Grande Prêmio de Frankfurt sub-23

2009
- Tour de Thüringe

2013
- 2º no Campeonato da Áustria em Estrada

2017
- Volta a Áustria
- 1 etapa da Volta a Espanha

## Resultados nas Grandes Voltas e Campeonatos do Mundo
Durante sua carreira desportiva tem conseguido os seguintes postos nas Grandes Voltas e nos Campeonatos do Mundo:
| Corrida            | 2007 | 2008 | 2009 | 2010 | 2011 | 2012 | 2013 | 2014 | 2015 | 2016 | 2017 | 2018 |
| ------------------ | ---- | ---- | ---- | ---- | ---- | ---- | ---- | ---- | ---- | ---- | ---- | ---- |
| Giro de Itália     | -    | -    | -    | -    | -    | 75º  | -    | -    | -    | 52º  | -    | -    |
| Tour de France     | -    | -    | -    | -    | -    | -    | -    | -    | -    | -    | -    | -    |
| Volta a Espanha    | -    | -    | -    | Ab.  | -    | -    | -    | -    | -    | -    | 58º  | -    |
| Mundial em Estrada | -    | -    | -    | -    | Ab.  | 22º  | 38º  | -    | -    | -    | 68º  | -    |

-: não participa
Ab.: abandono